# 48 ساعة في إسرائيل (فلم)
48 ساعة في إسرائيل فيلم مصري عرض عام 1998، بطولة نادية الجندي وفاروق الفيشاوي ومن إخراج نادر جلال.

## قصة الفيلم
تقوم أمل بتربية أخيها (نصر) بعد وفاة أهلها في إحدى غارات إسرائيل على بورسعيد وزوجها في سيناء خلال النكسة. يكبر (نصر) ويلتحق بالعمل بالمخابرات المصرية ويسافر إلى (اليونان) من أجل الحصول على ميكروفيلم هام لكنه يختفي بعد أن يتم اختطافه ولكنه يتمكن من إخفاء الميكروفيلم. تقرر (أمل) السفر إلى اليونان للبحث عن أخيها. وتقوم كلًا من المخابرات المصرية والمخابرات الإسرائيلية (الموساد) بمراقبة (أمل) للحصول على الميكروفيلم، وتتوالى أحداث الفيلم.

## طاقم التمثيل
- نادية الجندي: (أمل)
- فاروق الفيشاوي: (سليم -شلومو)
- محمد مختار: (ضابط مصري)
- محمد رياض: (نصر)
- روجينا: (سوزي)
- السيد راضي: (ديفيد)
- يوسف فوزي: (سيمحا)
- عثمان محمد علي: (رئيس المخابرات المصرية)
- كريم زنانيري
- حسام أحمد
- أحمد فؤاد الألفي
- عبير حسن
- نبيلة صبري
- نهلة ببا
- فريد كمال
- أشرف عبد الفتاح
- حسين حسنين
- ممدوح صالح
- عصام شاهين
- محمود الدسوقي
- محمد أحمد متولي
- محمد الخولي
- محمد مندور
- مجدي عبد الحميد
- عصمت كمال
- عادل إبراهيم

## فريق العمل
- إخراج: نادر جلال
- قصة: جابر عبد السلام
- سيناريو وحوار: بسيوني عثمان
- مدير التصوير: سمير فرج
- مونتاج: صلاح عبد الرازق
- إنتاج: أفلام محمد مختار
- موسيقى تصويرية: جمال سلامة
- توزيع داخلي: أفلام النصر (محمد حسن رمزي وشركاه)
- توزيع خارجي: اتحاد الفنانين للسينما والفيديو